# Теории нативизма
Теории нативизма — теории психического развития, общим для которых является определение характеристик и особенностей зрелой личности как изначально предопределенных с момента зачатия. Теории нативизма и эмпиризма, в первую очередь, являются философскими теориями, но на их основе созданы психологические теории, объясняющие психологическое развитие личности. Общим для данных теорий личностного развития является определение наследственности как главной движущей силы и единственной детерминанты развития. Одно из главных отличий теорий нативизма от теорий эмпиризма в психологии заключается в определении степени влияния среды на психическое развитие.

## Теории преформизма
Согласно концепции преформизма, свойства и характеристики индивида предопределены изначально в клетках зародыша и заданы с момента зачатия.
Для ранней теории преформизма XVIII в. характерно использование понятия «гомункулус». Используя данную метафору, представители направления подчеркивали, что сформированная зрелая личность вырастает из маленького человека, полностью сформированного в момент зачатия, путём количественного изменения с течением времени.
Позже сторонники данной теории отошли от такого буквального понимания наследственности и передачи личностных характеристик.
Развитие стало рассматриваться как «генетически запрограммированный процесс развертывания этих преформированных свойств». А наследственность стала рассматриваться как способ специфического кодирования персональной информации.
Современная критика теорий данной группы направлена на излишнюю биологизацию теории: онтогенетическое развитие человека качественно отличается от развития животного. Одним из важных отличий является самостоятельная активность ребёнка при обучении и развитии. Также требуется пересмотр роли среды для личностного и психического развития, поскольку среда создаёт условия для реализации генетической программы, тем самым оказывая качественное влияние на проявление наследственных признаков.
Положения теорий преформизма могут частично объяснить закономерности пренатального развития. Поскольку изначально теория создавалась для объяснения особенностей постнатального развития, на данный момент времени теории преформизм, главным образом, имеют историческое значение.

## Теория рекапитуляции
По мнению Г. С. Холла, основателя теории рекапитуляции, "онтогенез есть краткое и сжатое повторение филогенеза, потом антропогенеза и, наконец — социогенеза. В соответствии с данным утверждением, по теории рекапитуляции, при онтогенезе происходит быстрое повторение эволюции видов.
Данная психологическая концепция основывается на работах Ч. Дарвина, Э. Геккеля.
При более детальном изучении было выявлено, что онтогенез необходимо рассматривать с учетом происходящих изменений внутренних структур. Для эмбриогенеза с течением времени также характерны трансформации, связанные с перестройкой последовательности и динамики закладывания внутренних органов и психологических структур.
Представители идей эмпиризма успешно экспериментально подтверждали, что поведение, привычки и склонности у ребёнка формируются в результате научения. Например, эксперименты научения подтверждали гипотезу о врождённом отсутствии страхов, хотя в соответствии с положениями теории рекапитуляции в определенном возрасте ребёнок должен, повторяя за предками, бояться воды, огня, грозы.
Л. С. Выготский считал, что следует разделять филогенез, онтогенез и социогенез в связи с принципиально важными особенностями человека от животных. Также, по его мнению, наследственность не способна строго детерминировать этапы психологического развития, и роль воспитания и обучения важна для формирования личности.
В. И. Вернадский подчеркивал, что среда животных и человека качественно различается, поскольку человек сам создаёт особую среду обитания — ноосферу.

С. Л. Рубинштейн провёл собственный сравнительный анализ повторения исторического и индивидуального развития. По его мнению, человеческое общество продуцирует культуру, когда как ребёнок созидает культурные средства и присваивает их. Также между развитием ребёнком и общества есть существенные различия в условиях морфофизиологических особенностей, речи, труда, преемственности поколений. Найденные теорией рекапитуляции сходства социогенеза и онтогенеза С. Л. Рубинштейн объясняет как последствие очевидной логики перехода от простого к сложному: ребенок постепенно увеличивает уровень сложности присваиваемого культурного опыта так же, как он изначально создавался по мере усложнения.
Положения теории рекапитуляции на данный момент развития науки представляют, в большей степени, историческую ценность.
Идея о существовании параллелей между индивидуальным развитием и социогенезом в будущем получила развитие в работах З.Фрейда, А. Гезелла, Ж. Пиаже, Э. Эриксона.
Теория рекапитуляции перекликается с системой «свободного воспитания» Д.Дьюи и М.Монтессори. В соответствии с принципами данной воспитательной системы ребёнок занимается творчеством, повторяя этапы развития человеческой деятельности. Особенностью данной воспитательной системы является сторонняя позиция воспитателя и принцип невмешательства в развитие ребёнка. Ребёнку предъявляются такие виды активности, с которыми сталкивались человеческие предки в течение исторического времени. Все это связано с желанием предоставить ребёнку возможность пройти извилистый путь эволюционного развития коротким способом с высокой степенью свободы самовыражения.

### Периодизация возрастного развития В.Штерна
Согласно теории В.Штерна каждому возрастному периоду развития соответствует историческая эпоха. Так В.Штерн выделяет шесть стадий в возрастной периодизации ребёнка:
1. На первой стадии психика ребёнок соответствует уровню млекопитающих. Стадия длится первые полгода жизни младенца.
2. На второй стадии ребёнок начинает овладевать локомоцией и речью, что эволюционно соотносится с уровнем развития высших приматов. Стадия занимает второе полугодие младенца.
3. На третьей стадии ребёнок обучается прямохождению и сочетанием его с прежними навыками. В.Штерн называет данную стадию «вступлением в эру человеческой истории». Стадия занимает второй и третий год жизни малыша.
4. Четвёртая стадия является «возрастом игры и сказок» с 3 лет до 6-7 лет. На этом этапе главным образом развивается воображение и фантазия. Данная стадия согласуется с периодом раннего детства, по периодизации Д. Б. Эльконина, во время которого ведущей деятельностью становится сюжетно-ролевая игра.
5. На пятой стадии, по мнению В.Штерна, ребёнок, главным образом, овладевает различными ремёслами и занятиями. Стадия соответствует младшему школьному возрасту и сравнивается с периодом человеческой истории, для которого было характерны занятия традиционным ручным трудом.
6. Периодизация В.Штерна заканчивается шестой стадией, которая соответствует подростковому возрасту и соотносится с историей Средних веков. Данное сочетание обусловлено тем, что в данном возрасте для восприятия окружающего мира и социальных взаимоотношений личности характерна прямая дихотомия «чёрное-белое», «плохое-хорошее», а не критическая оценка на основании всестороннего анализа.

## Теории созревания
В рамках теорий созревания развитие рассматривается как процесс, связанный с биологической готовностью морфологических структур мозга. Новые психологические функции развертываются только после того, как биологическая основа созрела и готова предоставить субстрат, на основании которого будет функционировать новое. За каждой морфологической структурой однозначно закреплена определённая психическая функция. Наследственность обеспечивает определенную генетическую программу, в соответствии с которой происходит последовательное созревание морфологических предпосылок для успешного функционирования психологической структуры. Таким образом, развитие в рамках данных теорий рассматривается как эндогенный процесс.
Данные теории отличаются от прочих теорий нативизма тем, что наследственность не определяет все психологическое развитие, а отвечает только за процессы созревания биологических структур нервной системы.
К 1960-м годам появилось понимание о средовых влияниях на созревание биологических структур. А.Гезелл как один из представителей данного направления рассматривает роль среды как пускового механизма биологически определенного процесса развития.
Представителями теорий созревания являются А.Гезелл, Д.Фодор, Н.Хомский.
Нейропсихологи критикуют данные теории из-за положения однозначного закрепления ВПФ относительно морфологических структур. Сейчас уже доказана системная синхронизированная работа участков ЦНС, тем самым положение об однозначном детерминировании структуры и функции опровергается. Также критике подвергается однонаправленные отношения между биологическим субстратом и психической функцией. Для теорий характерно приуменьшение степени влияния активности субъекта, что требует пересмотра.
Теория до сих пор в житейском сознании широко распространена, однако с научной точки зрения только теория речевого онтогенез Н.Хомского обладает практическим значением.

### Теория речевого онтогенеза Н.Хомского
Овладение фразовой речью невозможно объяснить механизмом подражания ребёнка речи взрослого. В связи с этим Н.Хомский сформулировал положение о существовании врожденных лингвистических структур.
Лингвистические структуры не связаны с конкретным языком. Они представляют собой модели, связанные с синтаксисом и грамматикой высокого уровня обобщения.
Актуализируются к концу первого года жизни, данный процесс связан с созреванием речевых зон больших полушарий. Период созревания данных речевых зон происходит от 1 года до 3 лет жизни, в данный сензитивный период происходит качественный скачок в речевом развитии ребёнка.
Наследственность определяет стадии и конечный результат процесса овладевания речью.
Среда в данном случае является пусковым механизмом для активизации лингвистических структур, поскольку при отсутствии языковой среды, в которую помещён ребёнок возраста 1-3 лет, лингвистические структуры впоследствии не развиваются настолько эффективно. Также среда обеспечивает ребёнка языковыми стимулами, возникает языковая избирательность и ребёнок адаптируется к одному языку и теряет чувствительность к остальным языкам.

### Теория трёх ступеней К.Бюлера
Согласно положениям теории рекапитуляции психологическое формирование ребёнка является повторением развития животных предков человека. Таким образом, К.Бюлер говорит о том, что развитие поведения ребёнка трехступенчато и проходит следующие стадии: инстинкт, дрессура, интеллект — так же, как поведение животных.
Согласно положениям теории созревания переход от стадии к стадии К.Бюлер объясняет морфологической зрелостью биологических структур ЦНС.
- Инстинкт является врожденной видовой реакцией, адаптивной для узкого круга ситуаций. Характерна для младенца возраста до 6 месяцев.
- Навыки /Дрессура возникают в результате научения и адаптивно для чуть более широкого круга ситуаций. Данная стадия характерна для младенца от 6 месяцев до 1 года.
- Интеллект является высшей формой поведения. Возникает при внезапном постижении сущности проблемной ситуации, например, как инсайт. Ребёнок достигает данную стадию около 1 года жизни и старше. Интеллект ребёнка до 3 лет К.Бюлер определяет на таком же уровне, как интеллект шимпанзе, в связи с этим возраст 1-3 года является в данной периодизации шимпанзеподобным.